# Nemoricantor dirussoi
Nemoricantor dirussoi är en insektsart som beskrevs av Desutter-grandcolas 1997. Nemoricantor dirussoi ingår i släktet Nemoricantor och familjen syrsor. Inga underarter finns listade i Catalogue of Life.